# هيلغا كلاين
هيلغا كلاين (بالألمانية: Helga Erny)‏ هي منافسة ألعاب القوى ألمانية، ولدت في 15 أغسطس 1931 في مانهايم في ألمانيا.

## وصلات خارجية
- هيلغا كلاين على موقع أوليمبيديا (الإنجليزية)